# Orange Is the New Black
Orange Is the New Black er en amerikansk tv-serie produceret af Netflix. Serien følger overklassekvinden Piper Chapman (portrætteret af Taylor Schilling) gennem hendes tid i et kvindefængsel. Chapman har begået en forbrydelse. Hun bliver meldt (af eks-kæresten, Alex) til Litchfield-fængslet og møder sin ekskæreste, som sammen med Piper har smuglet narko.
Efter sæson 1 handler serien også om nogle af de andre kvinder i Litchfield-fængslet, som i sæson 1 er bipersoner.